# Kandi K17
Kandi K17 – elektryczny samochód osobowy klasy miejskiej produkowany pod chińską marką Kandi w latach 2016–2018.

## Historia i opis modelu

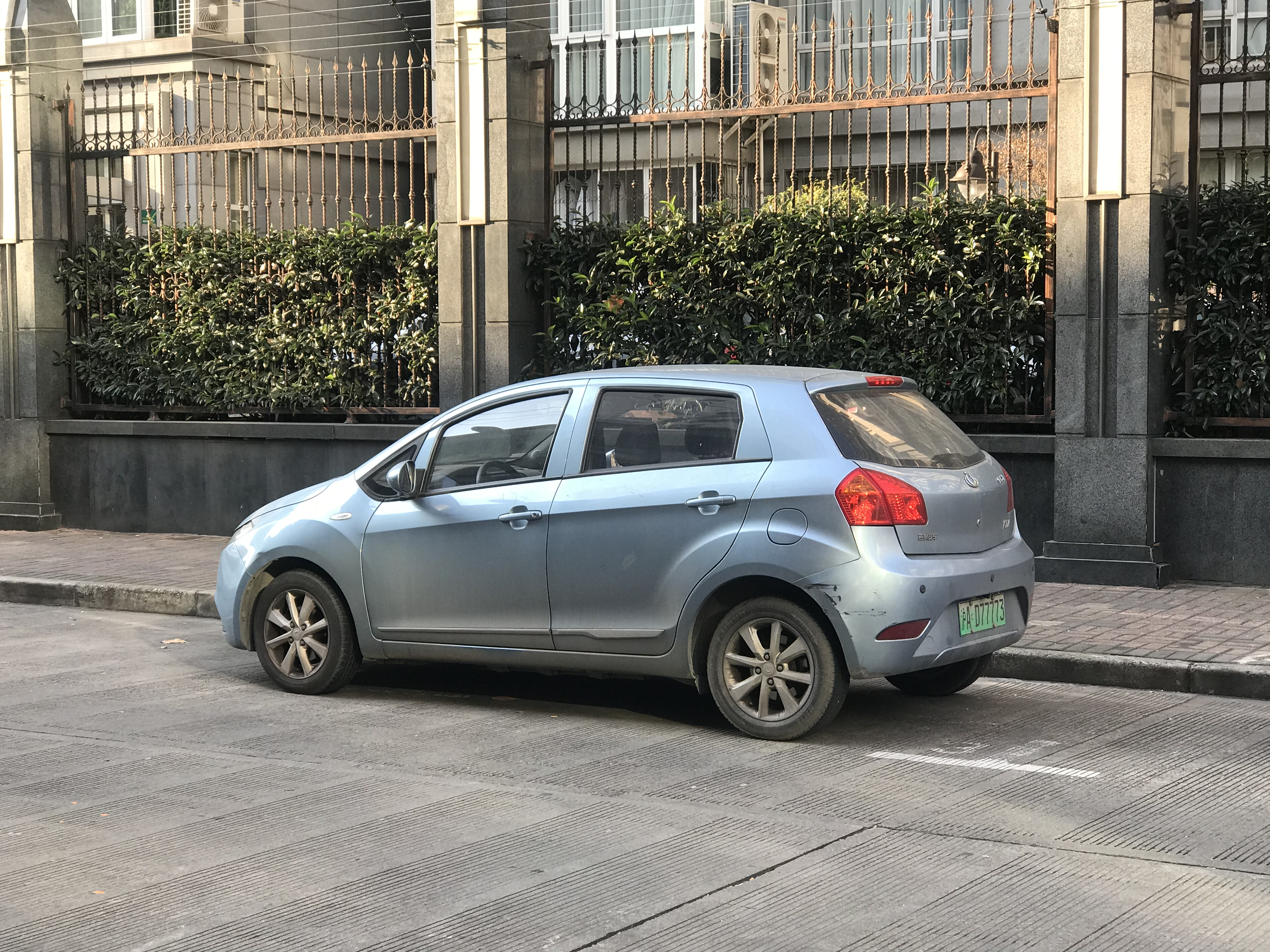
Kandi K17 - tył

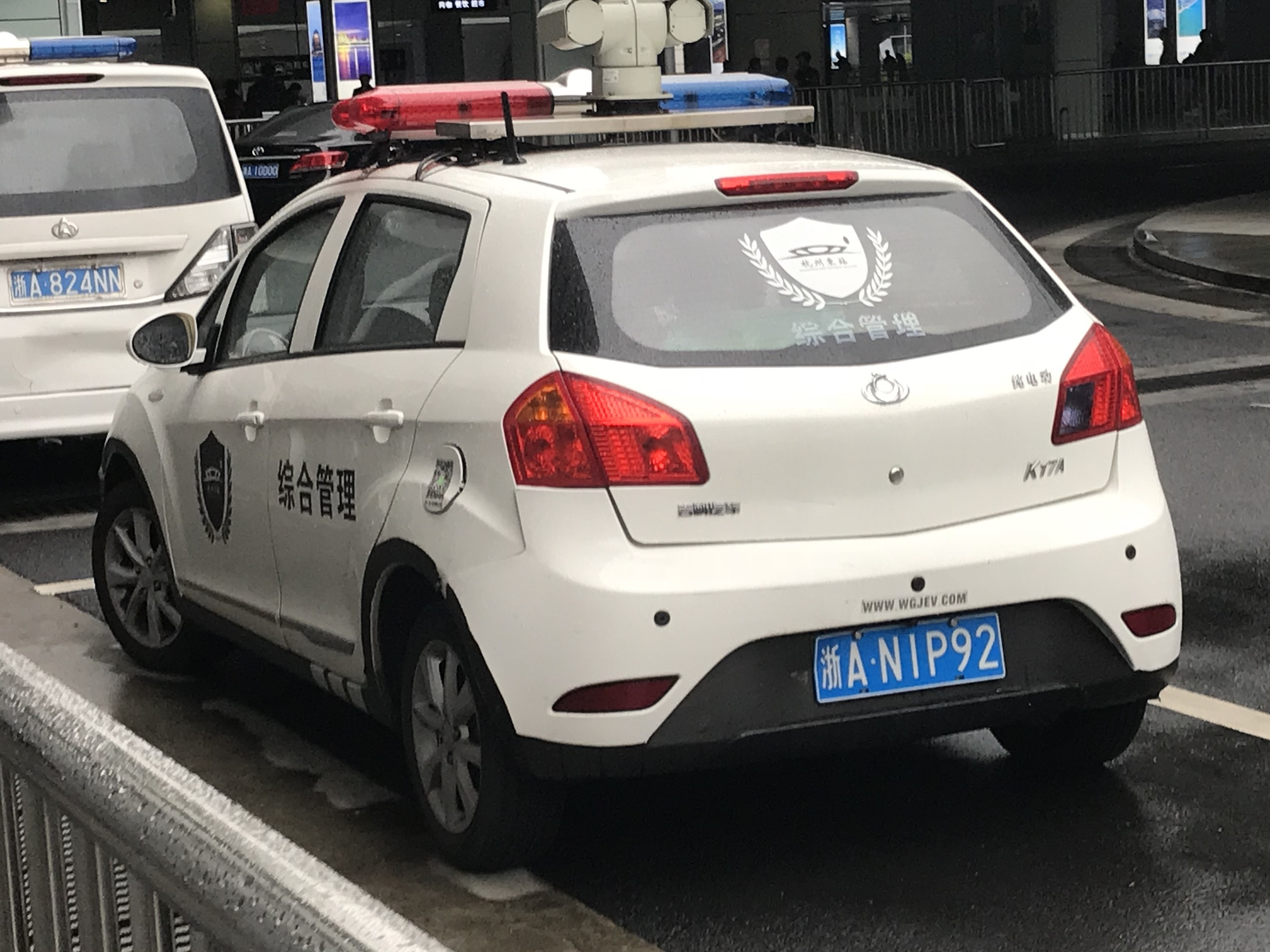
Kandi K17 jako radiowóz

Model K17 trafił do sprzedaży wyłącznie na rynku chińskim w sierpniu 2016 roku jako czteroosobowy, 5-drzwiowy hatchback będący kolejnym pojazdem producenta o napędzie elektrycznym.
Pojazd powstał w ramach zakrojonego na szeroką skalę partnerstwa z rodzimym koncernem Geely, będąc de facto jedynie bliźniaczą odmianą modelu Englon SC5-RV. Podobnie do niego, K17 przyjęło obłe proporcje, z łukowatą sylwetką nadwozia i dużą powierzchnią przeszkloną z małą szybką przed przednimi drzwiami. Reflektory przyjęły formę bumerangów z zaokrąglonymi krawędziami, z kolei tylne lampy utrzymano w dwukloszowej formie obejmującej błotniki oraz klapę bagażnika.

### Zastosowanie
W ramach wieloetapowej współpracy z władzami prowincji Zhejiang, Kandi dostarczyło specjalnie zmodyfikowane egzemplarze K27 dla policji w mieście Hangzhou. 

### Dane techniczne
Układ elektryczny Kandi K17 tworzy bateria o pojemności 20 kWh, a także silnik elektryczny rozwijający moc 48 KM. Zasięg pojazdy na jednym ładowaniu równy jest 151 kilometrom, za to maksymalna prędkość pojazdu wynosi 101 km/h.